# Ahun
Ahun é uma comuna francesa na região administrativa da Nova Aquitânia, no departamento de Creuse. Estende-se por uma área de 33,74 km². Em 2010 a comuna tinha 1 623 habitantes (densidade: 48,1 hab./km²).